# Campionati europei di concorso completo 1993
I Campionati europei di concorso completo 1993 si sono svolti a Achselschwang, in Germania.

## Podi
| Evento           | Oro              | Argento          | Bronzo      |
| Gara individuale | Jean-Louis Bigot | Kristina Gifford | Eddy Stibbe |
| Gara a squadre   | Svezia           | Francia          | Irlanda     |

## Medagliere
| Posiz. | Nazione     | Oro | Argento | Bronzo | Totale |
| ------ | ----------- | --- | ------- | ------ | ------ |
| 1      | Francia     | 1   | 1       | 0      | 2      |
| 2      | Svezia      | 1   | 0       | 0      | 1      |
| 3      | Regno Unito | 0   | 1       | 0      | 1      |
| 4      | Irlanda     | 0   | 0       | 1      | 1      |
| 4      | Paesi Bassi | 0   | 0       | 1      | 1      |
| Totale | Totale      | 2   | 2       | 2      | 6      |